# GSC8250-544
GSC8250-544 — хімічно пекулярна зоря спектрального класу Cr, що має видиму зоряну величину в смузі V приблизно 10,1.

## Пекулярний хімічний склад
Зоряна атмосфера GSC8250-544 має підвищений вміст 
Eu
.